# Foreclosure of a Dream
«Foreclosure of a Dream» es uno de los sencillos extraídos del álbum ganador de dos discos de platino Countdown to Extinction, editado en 1992. Se caracteriza por su intro acústica.

## Lista de canciones
1. «Foreclosure of a Dream» - 4:20
2. «Skin o' My Teeth» (directo) - 4:02
3. «Foreclosure of a Dream» (versión alterna) - 4:00

- Datos: Q2672144